# Les Arcs Film Festival
Les Arcs Film Festival est un festival consacré au cinéma européen indépendant fondé en 2009. Il se déroule chaque année en décembre, durant la semaine d’ouverture de la saison de ski, dans la station de sports d'hiver des Arcs située à Bourg-Saint-Maurice en Savoie.

## Historique
Les Arcs Film Festival a été créé en 2009 par Guillaume Calop et Pierre-Emmanuel Fleurantin qui sont partis du constat que le cinéma européen indépendant souffrait d’un manque de visibilité alarmant sur les écrans européens avec une part de marché qui plafonne à 27%, dont une majorité de productions nationales.
Ce festival a pour vocations de promouvoir le cinéma européen dans toute sa diversité en montrant des films européens indépendants peu exportés hors de leurs frontières ainsi que d’œuvrer à la structuration d’un marché du film européen à travers la tenue de rencontres professionnelles rassemblant les principaux acteurs de l’industrie cinématographique européenne.
En 2010, il est qualifié par la revue spécialisée Variety de « Sundance européen », par analogie au festival américain de cinéma indépendant de Sundance. Le festival a connu une forte croissance depuis sa création et est en passe de devenir un rendez-vous incontournable pour le cinéma européen.
La 10e édition de Les Arcs Film Festival s'est déroulée du 15 au 22 décembre 2018.

## Organisation
Le festival est administré par l’association (loi de 1901) Révélations Culturelles, présidée par le réalisateur Claude Duty. Guillaume Calop et Pierre-Emmanuel Fleurantin occupent respectivement les fonctions de délégué général et directeur général. Très vite Jérémy Zelnik et Fabienne Silvestre rejoignent l'équipe respectivement en tant que responsable des événements professionnels et déléguée aux relations institutionnelles. Clémentine Larroudé assure les fonctions de secrétaire générale et Claire-Marine Piétriga celles de trésorière. L’ensemble siège au conseil d’administration de l’association

## Programmation
La programmation est élaborée par Frédéric Boyer, qui a été délégué général de la Quinzaine des réalisateurs de 2009 à 2011, section parallèle du Festival de Cannes, et est actuellement directeur artistique du Festival du film de Tribeca.

## Initiatives associées
L'association "Révélations Culturelles" est également à l'origine de la création de deux initiatives du secteur: 
- Le Lab Femmes de Cinéma[4], think tank dirigé par Fabienne Silvestre et qui travaille à l'année sur la parité et la mixité dans le secteur de l'audiovisuel,
- Futur@Cinéma[5], programme dirigé par Anne Pouliquen et visant à la reconquête des publics dans les salles de cinéma.

## La compétition

### Les catégories
Le festival présente chaque année une sélection d’une soixantaine de films qui s’organise autour de six sections :
- la Compétition Officielle : 10 films, 10 talents du cinéma européen. Objectif : faire découvrir des réalisateurs talentueux mais qui restent encore peu diffusés hors de leurs frontières nationales.
- Playtime : 10 films qui explorent le meilleur de ce qu’offre le cinéma européen d'aujourd’hui en termes de divertissement. Objectif: Faire découvrir au grand public un cinéma accessible à tous en explorant les différents genres cinématographiques du moment.
- Focus Pays : chaque année, le Festival de Cinéma européen des Arcs réalise un focus sur la cinématographie d'un pays d'Europe. Cette sélection est généralement constituée de 12 à 14 longs métrages et d'un programme de 5 à 7 courts-métrages. En 2017, le Focus Pays a honoré l'Allemagne.
- Hauteur : 10 films européens qui font la promotion d’un cinéma d’auteur méconnu du grand public et qui rendent compte de la diversité et de la dynamique des talents du cinéma européen. Objectif : Promouvoir un cinéma qui défend des valeurs et qui présente à travers son art un univers qui lui est propre.
- Le Programme Jeunesse : une sélection de 6 films à destination des scolaires de la région (de la maternelle au lycée) en collaboration avec l’Inspection académique de Savoie, accompagnée de rencontres avec les équipes des films. Objectif : éduquer à l’image et par l’image, susciter des vocations, découvrir d’autres cultures européennes.
- La compétition de court-métrage : une sélection de 25 courts-métrages européens, en partenariat avec Bref Magazine. Objectif : faire découvrir la richesse des courts métrages européens, dans un lieu insolite.
- Les films d’écoles : 10 courts-métrages issus des plus prestigieuses écoles de cinéma européennes. Objectif : révéler les producteurs et réalisateurs de demain.
- Les séances spéciales : Deux à cinq films projetés à l’occasion de séances événements (Ciné-débat du dimanche, Prix Femme de Cinéma, séance Snow Frayeur, Films musicaux…) Objectif : accompagner la découverte du cinéma européen et de ses enjeux.
- Les séances professionnelles : Entre les Work-in-Progress et le Sommet des Arcs, plus de vingt films européens sont proposés au public professionnel (voir ci-dessous), et même public, pour le Sommet des Arcs.

### Les jurys
Le jury long métrage est composé de sept personnalités du cinéma (acteurs, réalisateurs, mais aussi écrivains, compositeurs…). Le nombre impair permet de faciliter les délibérations. La constitution du jury est en général influencée par le pays à l’honneur.
Les présidents successifs :
- 2009 : le réalisateur hongrois Istvan Szabo
- 2010 : le réalisateur, scénariste et producteur danois Thomas Vinterberg
- 2011 : l'acteur, réalisateur et scénariste italien Michele Placido
- 2012 : le réalisateur, scénariste et producteur roumain Cristian Mungiu
- 2013 : l'actrice, réalisatrice et scénariste française Nicole Garcia
- 2014 : le scénariste et réalisateur français Cédric Kahn
- 2015 : la productrice Sylvie Pialat
- 2016 : le réalisateur roumain Radu Mihaileanu
- 2017 : la réalisatrice Céline Sciamma
- 2018 : le réalisateur Ruben Östlund
- 2019 : l'auteur et réalisateur Guillaume Nicloux
- 2020 : l'actrice et réalisatrice Zabou Breitman
- 2021 : le réalisateur Michel Hazanavicius
- 2022 : l'acteur, réalisateur, scénariste et producteur français Roschdy Zem
- 2023 : le réalisateur et scénariste iranien Asghar Farhadi

Créé en 2010, le jury jeune est composé depuis 2024 de lycéens en option cinéma-audiovisuel de la cité scolaire de Bourg-Saint-Maurice, la commune d’accueil du festival.
Avec la création de la compétition court-métrage en 2014, le festival s'est doté d'un jury court-métrage, présidé pour sa première édition par Éric Guirado.

### Les prix décernés
- La Flèche de Cristal est décernée au meilleur film.
- Le Prix du Jury récompense un film particulièrement apprécié du Jury.
- Le Prix du Jury Jeune est remis par un jury composé de lycéens.
- Le Prix d’interprétation masculine est remis au meilleur acteur.
- Le Prix d’interprétation féminine est remis à la meilleure actrice.
- Le Prix de la meilleure photographie récompense un film pour la qualité de sa photographie.
- Le Prix du Public est décerné au film le plus apprécié du public.
- Le Prix Cineuropa qui récompense le film pour sa capacité à mettre en évidence l’idée de dialogue et d’intégration européenne
- Le Prix Sacem de la meilleure musicale distingue la meilleure bande-originale.
- Le Prix de la Presse, décerné depuis 2013 par un jury de journalistes.
- Le Prix du Meilleur Court-Métrage.
- Le Prix Femme de Cinéma, en partenariat avec Sisley, depuis 2013, qui récompense une personnalité féminine particulièrement emblématique du cinéma européen.

## Les rencontres professionnelles
Trois rencontres professionnelles permettent de mettre en relation les différents acteurs du marché et d’agir sur tous les pans de l’industrie cinématographique européenne.

### Le Village des Coproductions
Il a pour vocation de stimuler les productions européennes et transnationales en mettant en place une plate-forme de rencontres pour producteurs, distributeurs, fonds régionaux, vendeurs internationaux, autour de 25 projets de coproductions sélectionnés dans le cadre d’un appel à projets.
Des conférences sur les enjeux de la production et la distribution en Europe sont également organisées, en lien avec le pays à l’honneur.
Depuis 2011, le Village des Coproductions est également l'occasion de présenter à des distributeurs, agents de vente, festivaliers et journalistes des projets en post-production lors d'une séance de Work in progress.

### Le Village des Ecoles
Son principe est de mettre à l’honneur les jeunes apprentis réalisateurs européens, issus des plus prestigieuses écoles de cinéma européennes. : nous invitons de jeunes diplômés, portant un projet de long-métrage, à participer activement au Village des Coproductions. Ils bénéficient également d’un programme de workshops et séminaires pour leur faire travailler leur projet.

### Le Sommet Distributeurs-Exploitants des Arcs
Depuis 2014, cet événement est ouvert à l'ensemble des distributeurs indépendants, qui présentent un film européen de leur line-up de l’année à venir aux exploitants présents. Sont organisées également des conférences et des ateliers sur les enjeux de l’exploitation des films européens en France.

### Le Music Village Pro
L'objectif du Music Village Pro est de développer plus encore le lien entre musique et cinéma à travers un programme de concerts pour les professionnels, des masterclass de compositeurs, des conférences, et la participation de 5 jeunes compositeurs au Village des Ecoles. 

## Jury et palmarès

### Édition 2024
La 16e édition du festival, s’est déroulée du 14 au 21 décembre 2024.
Jury longs métrages
- Delphine de Vigan : auteure,  France
- Peter Kerekes : réalisateur, producteur et enseignant,  Slovaquie
- Pio Marmaï : acteur,  France
- Céline Sallette : actrice et réalisatrice,  France
- Herdís Stefánsdóttir : compositrice,  Islande
- Sofiane Zermani (Fianso) : chanteur/rappeur, acteur, comédien, animateur, producteur (musique et cinéma),  France

Jury courts métrages
- Camille Chamoux (Présidente du jury) : actrice, scénariste et metteuse en scène,  France
- Lina El Arabi : actrice,  France
- Bérangère McNeese : actrice, scénariste et réalisatrice,  États-Unis,  Belgique
- Christophe Taudière : directeur programmation courts métrages,  France
- Sébastien Vaniček : réalisateur et scénariste,  France

#### Palmarès
- Flèche de Cristal, en partenariat avec France Télévisions : Kneecap, de Rich Peppiatt ( Irlande,  Royaume-Uni)
- Grand Prix du Jury : Loveable, de Lilja Ingolfsdottir ( Norvège)
- Prix d'Interprétation : Marilena Amato pour Vittoria de Alessandro Cassigoli & Casey Kauffman ( Italie) et Helga Guren dans Loveable de Lilja Ingolfsdottir ( Norvège)
- Prix de la Meilleure Musique Originale, en partenariat avec la Sacem : Michael Asante pour Kneecap de Rich Peppiatt ( Irlande,  Royaume-Uni)
- Prix de la Meilleure Photographie : Vytautas Katkus pour Toxic de Saulė Bliuvaitė ( Lituanie)
- Prix du Jury Jeune : Kneecap, de Rich Peppiatt ( Irlande,  Royaume-Uni)
- Mention spéciale Jury Jeune : Peacock de Bernhard Wenger ( Autriche,  Allemagne)
- Prix du Public, en partenariat avec Konbini : Peacock de Bernhard Wenger ( Autriche,  Allemagne)
- Grand prix des Cinglés du cinéma : Kneecap, de Rich Peppiatt ( Irlande,  Royaume-Uni).
- Mention spéciale Cinglés du cinéma : Toxic de Saulė Bliuvaitė ( Lituanie)
- Prix Cineuropa : Toxic de Saulė Bliuvaitė ( Lituanie)

- Prix Déplacer Les Montagnes : Sauvages de Claude Barras (Suisse)
- Prix Femme de Cinéma Sisley - Les Arcs : Il reste encore demain, de Paola Cortellessi (Italie)
- Prix Hauteur, décerné par UniversCiné : September & July, d’Ariane Labed ( Irlande,  Allemagne,  Royaume-Uni)
- Prix de la Révélation compositrice de musique à l'image : Audrey Ismaël

- Prix du Meilleur Court Métrage : Dancing in the Corner de Jan Bujnowski ( Pologne)
- Mention spéciale Court Métrage : La Mort d’un Héros de Karin Franz Körlof ( Suède)

### Édition 2023
La 15e édition du festival, s’est déroulée du 16 au 23 décembre 2023.
Jury longs métrages
- Asghar Farhadi (Président du jury) : Scénariste et réalisateur,  Iran
- Christine Angot : romancière, dramaturge et cinéaste,  France
- Rebecca Marder : actrice,  États-Unis,  France
- Irène Drésel : musicienne, autrice-compositrice-interprète et productrice,  France
- Vincent Lacoste : Acteur,  France

Jury courts métrages
- Mona Achache (Présidente du jury) : réalisatrice et scénariste,  France
- Patrick Fabre : réalisateur,  France
- Fanny Sidney : actrice, scénariste et réalisatrice,  France
- Victor Belmondo : acteur,  France
- Lucie Debay : actrice,  Belgique

#### Palmarès
- Flèche de Cristal : Slow, de Marija Kavtaradze ( Lituanie,  Espagne,  Suède)
- Grand Prix du Jury : La Salle des Profs (The Teacher's Lounge), de Ilker Çatak ( Allemagne)
- Prix d'Interprétation féminine : Dimitra Vlagkopoulou dans Animal ,de Sofía Exárchou ( Grèce)
- Prix d'Interprétation masculine : Gáspár Adonyi-Walsh dans L'Affaire Abel Trem (Explanation For Everything), de Gábor Reisz ( Hongrie)
- Prix de la Meilleure Musique Originale : Marvin Miller pour La Salle des Profs (The Teacher's Lounge), de Ilker Çatak ( Allemagne)
- Prix de la Meilleure Photographie : Nathalie Durand pour Le Successeur, de Xavier Legrand ( France)
- Prix du Jury Jeune : Sweet Dreams, d’Ena Sendijarević ( Pays-Bas)
- Prix du Public : Le Successeur, de Xavier Legrand ( France)
- Grand prix des Cinglés du cinéma : Sous hypnose, d’Ernst De Geer ( Suède)

- Prix Cineuropa :  L'Affaire Abel Trem (Explanation For Everything), de Gábor Reisz ( Hongrie)
- Prix Déplacer Les Montagnes : Le Règne animal de Thomas Cailley, ( France)
- Prix Femme de Cinéma Sisley - Les Arcs : La Chimère d’Alice Rohrwacher ( Italie)
- Prix Hauteur, décerné par UniversCiné : Green Border, d'Agnieszka Holland ( Pologne)

- Prix du Meilleur Court Métrage : 27, de Flóra Anna Buda ( Hongrie,  France)
- Mention spéciale Court Métrage : /Imagine de Anna Apter ( France)

### Édition 2022
La 14e édition du festival, s’est déroulée du 10 au 17 décembre 2022.
Jury longs métrages
- Roschdy Zem (Président du jury) : acteur, réalisateur et scénariste,  Maroc,  France
- Jeanne Balibar : actrice, réalisatrice et chanteuse,  France
- Florencia Di Concilio : compositrice,  Uruguay
- Fanny Herrero : scénariste,  France
- Filippo Meneghetti : réalisateur et scénariste,  Italie

Jury courts métrages
- Léa Mysius (Présidente du jury) : réalisatrice et scénariste,  France
- Shirine Boutella : actrice,  Algérie,  France
- Céleste Brunnquell : actrice,  France
- Jacques Kermabon : rédacteur en chef, programmateur et enseignant,  France
- Sofian Khammes : acteur,  France

### Édition 2021
La 13e édition du festival, se déroule du 11 au 18 décembre 2021.
Jury longs métrages
- Michel Hazanavicius (Président du jury) : réalisateur  France
- Camille : auteure-compositrice-interprète  France
- Eric Judor : acteur, humoriste et réalisateur  France
- Laetitia Dosch : actrice  France  Suisse
- Tania de Montaigne : auteure de romans et d’essais  France
- Sidse Babett Knudsen : actrice  Danemark

Jury courts métrages
- Rachel Lang (Présidente du jury) : actrice  France
- Alma Jodorowsky : actrice, chanteuse et réalisatrice  France
- Christa Théret : actrice  France
- Hugo Becker : acteur  France
- Samuel Prat : producteur de films  France
- Sandor Funtek : acteur  France
- Zoé Wittock : scénariste et réalisatrice  Belgique

### Édition 2020
La 12e édition du festival, se déroule du 12 au 19 décembre 2020 en ligne en raison de la pandémie de maladie à coronavirus de 2019-2020.
Jury longs métrages
- Zabou Breitman (Présidente du jury) : actrice et réalisatrice  France
- Amine Bouhafa : compositeur  France  Tunisie
- Sophie Letourneur : réalisatrice  France
- Vincent Macaigne : acteur et réalisateur  France
- Nicolas Maury : acteur et réalisateur  France

Jury courts métrages
- Noée Abita (Présidente du jury) : actrice  France
- Stéphanie Carreras : productrice  France
- Charlène Favier : réalisatrice  France
- Grégory Fitoussi : acteur  France
- Guillaume Senez : réalisateur  Estonie

### Édition 2019
Jury longs métrages
- Guillaume Nicloux (Président du jury) : auteur et réalisateur  France
- Santiago Amigorena : producteur  Argentine
- Ildikó Enyedi : réalisatrice et artiste conceptuelle  Hongrie
- Nina Hoss : actrice  Allemagne
- Atiq Rahimi : auteur et réalisateur  Afghanistan

Jury courts métrages
- Houda Benyamina (Présidente du jury) : scénariste et réalisatrice  France
- Agathe Bonitzer : actrice  France
- Aurélie Chesné : conseilleur de programme courts métrages chez France Télévision
- Aude Gogny-Goubert : auteur, actrice et réalisatrice  France
- Guillaume Gouix : acteur  France
- Kacey Mottet Klein : acteur  France
- Olga Pärn : directrice artistique et professeur  Estonie

### Édition 2018
Jury longs métrages
- Ruben Östlund (président du jury), réalisateur  Suède
- Clémence Poésy, actrice  France
- Alex Lutz, humoriste, acteur et réalisateur  France
- Charlotte Le Bon, actrice  Canada
- Łukasz Żal, directeur de la photographie  Pologne
- Jasmila Žbanić, réalisatrice  Bosnie-Herzégovine
- Jean-Benoît Dunckel, musicien  France

Jury courts métrages
- Ramzy Bedia (président du jury), acteur  France
- Tiphaine Daviot, actrice  France
- Félix Moati, acteur et réalisateur  France
- Antoneta Alamat Kusijanovic, réalisatrice  Croatie
- Manu Katché, auteur-compositeur, parolier et interprète  France
- Julia Piaton, actrice  France
- Danny Lennon,

### Édition 2017
La réalisatrice Andrea Arnold, initialement annoncée comme présidente du jury des longs métrages, doit finalement renoncer pour terminer un tournage.
Jury longs métrages
- Céline Sciamma (présidente du jury), scénariste et réalisatrice  France
- Clotilde Courau, actrice  France
- Natacha Régnier, actrice  Belgique
- László Nemes, réalisateur  Hongrie
- Evgueni Galperine, compositeur  Russie
- Sami Bouajila, acteur  France

Jury courts métrages
- Rémi Bezançon (président du jury), réalisateur  France
- Frédérique Bel, actrice  France
- Nicolas Bary, réalisateur  France
- Alysson Paradis, actrice  France
- Morgan Simon, réalisateur et scénariste  France
- Swann Arlaud, acteur  France
- Laurent Guerrier, responsables de la programmation du Festival international du court métrage de Clermont-Ferrand  France

#### Palmarès
- Flèche de Cristal : Lean on Pete, Andrew Haigh  ( Royaume-Uni)
- Grand Prix du Jury : Nico, 1988, Susanna Nicchiarelli ( Italie et  Belgique)
- Prix du Public : La Mauvaise Réputation, Iram Haq ( Norvège,  Allemagne et  Suède)
- Prix d'Interprétation féminine : La comédienne Maria-Victoria Dragus pour son rôle dans Mademoiselle Paradis de Barbara Albert ( Autriche et  Allemagne)
- Prix de l'Interprétation masculine : Le comédien Charlie Plummer pour son rôle dans Lean on Pete de Andrew Haigh ( Royaume-Uni)
- Prix de la Meilleure musique originale : James Edward Baker pour la musique originale du film Lean on Pete de Andrew Haigh ( Royaume-Uni)
- Prix de la Meilleure photographie : Magnus Nordenhof Jønck pour le film Lean on Pete de Andrew Haigh ( Royaume-Uni)
- Prix du Meilleur court métrage : Los Desheredados, Laura Ferres ( Espagne). Une mention spéciale a été remise à Koropa, Laura Henno ( France)
- Prix du Jury Presse : Arrhythmia, Boris Khlebnikov ( Russie,  Allemagne et  Suède). Une mention spéciale a été remise à Le Capitaine, Robert Schwentke ( Allemagne et  France)
- Prix du Jury Jeune : Le Capitaine, Robert Schwentke ( Allemagne et  France). Une mention spéciale a été remise à La Mauvaise Réputation, Iram Haq ( Norvège,  Allemagne et  Suède)
- Prix Cineuropa : Sonate pour Roos, Boudewijn Koole ( Pays-Bas et  Norvège)
- Prix 20 minutes d'Audace : Le Capitaine, Robert Schwentke ( Allemagne et  France)
- Femme de cinéma : La réalisatrice Iram Haq ( Norvège)
- Prix Work in Progresss : le prix Lab d'Eurimages a été remis à Girl de Lukas Dhont ( Belgique) et le prix Titra a été remis à Gold  is all there is d'Andrea Caccia ( Italie,  France et  Suisse)

### Édition 2016
Jury longs métrages
- Radu Mihaileanu (président du jury), réalisateur  Roumanie
- Sebastian Schipper, acteur et réalisateur  Allemagne
- Bruno Coulais, musicien  France
- Mélanie Bernier, actrice  France
- Ólafur Darri Ólafsson, acteur  Islande
- Catherine Corsini, réalisatrice  France
- Mélanie Doutey, actrice  France

Jury courts métrages
- Antonin Peretjatko (président du jury), réalisateur  France
- Alice de Lencquesaing, actrice et réalisatrice  France
- François Theurel, vidéaste sur youtube  France
- Finnegan Oldfield, acteur  France  Royaume-Uni
- Grégory Audermatte, distributeur  France
- Lola Bessis, actrice et réalisatrice  France
- Audrey Estrougo, réalisatrice  France

Palmarès
- Flèche de Cristal : Glory, Kristina Grozeva et Petar Valtchanov ( Bulgarie)
- Prix du public : Layla M, Mijke de Jong ( Pays-Bas)
- Prix du Jury : Home, Fien Troch ( Belgique) une mention a été remise à The Fixer, d’Adrian Sitaru ( Roumanie)
- Prix de la meilleure photographie : Gösta Reiland pour Pyromaniac, Erik Skojblærg (Norvège)
- Prix d’interprétation masculine : Tudor Istodor pour sa prestation dans The Fixer, Adrian Sitaru ( Roumanie)
- Prix d’interprétation féminine : Nora El Koussour pour sa prestation dans Layla M., Mijke de Jong ( Pays-Bas)
- Prix Cineuropa du meilleur film européen : Lady Macbeth, William Oldroyd ( Royaume-Uni)
- Prix de la meilleure musique : Nicola Piovani pour L’Indomptée de Caroline Deruas ( France)
- Prix du Jury Jeune : L’Indomptée de Caroline Deruas ( France) Une mention a été remise à Zoologie d'Ivan Tverdovski, ( Russie)
- Prix de la Presse :  Glory, Kristina Grozeva et Petar Valtchanov ( Bulgarie)
- Prix du Jury Court-Métrage : Rhapsody, Constance Meyer ( France) Une mention a été remise à Ambulance de Sebastian Torngren-Wartin.
- Prix 20 Minutes d'Audace : Zoology, Ivan Ivanovitch Tverdovski ( Russie)
- Prix ARTE Village des Coproductions : The Father Who Moved Mountains de Daniel Sandu  ( Roumanie)
- Prix du Work-in-Progress : le prix « Eurimages Lab Project Award » a été remis à The Hidden City de Victor Moreno ( Espagne) et le prix Hiventy été remis à Good Luck de Ben Russell  ( France  Allemagne)

### Édition 2015
Jury longs métrages
- Sylvie Pialat (présidente du jury), productrice et scénariste  France
- Anders Danielsen Lie, acteur et musicien  Norvège
- Saverio Costanzo, réalisateur  Italie
- Clotilde Hesme, actrice  France
- Małgorzata Szumowska, réalisatrice  Pologne
- Ludovic Bource, compositeur  France

Jury courts métrages
- Louis-Do de Lencquesaing (président du jury), acteur et réalisateur  France

- Lola Créton, actrice  France
- Marie Amachoukeli, réalisatrice et scénariste  France
- Jules Sitruk, acteur  France
- Tatiana Vialle, réalisatrice et actrice  France
- Frédéric Mercier, critique  France

Palmarès
- Flèche de Cristal : Sparrows, de Rúnar Rúnarsson  Islande

- Prix du Jury : Bang Gang (Une histoire d’Amour Moderne)  de Eva Husson  France

- Prix du Jury Jeune : Bang Gang (Une histoire d’Amour Moderne)  de Eva Husson  France

- Prix d’interprétation masculine : Atli Óskar Fjalarsson dans Sparrows de  Rúnar Rúnarsson  Islande

- Prix d’interprétation féminine : Manal Issa pour Peur de Rien de Danielle Arbid  France

- Prix de la meilleure photographie : Sophia Olsson pour le film Sparrows de Rúnar Rúnarsson  Islande

- Prix de la meilleure bande-originale : White Sea pour Bang Gang (une histoire d’amour moderne) d’Eva Husson  France

- Prix Cineuropa : Bang Gang (une histoire d’amour moderne) d’Eva Husson  France

- Prix du public : Room de Lenny Abrahamson  Irlande

- Prix de la presse : Sparrows, de Rúnar Rúnarsson  Islande

- Prix du meilleur court-métrage : Sali (Mardi) de Ziya Demirel  Turquie et deux mentions ont été décernées à Le repas dominical de Céline Devaux et Vous voulez une histoire ? d’Antonin Peretjatko  France

### Édition 2014
Jury longs métrages
- Cédric Kahn (président du Jury), réalisateur  France
- Agnès Godard, directrice de la photographie  France
- Gaspard Proust, humoriste et acteur  France
- Linh-Dan Pham, actrice  Vietnam  France
- Stephen Warbeck, compositeur  Royaume-Uni
- Virginie Ledoyen, comédienne  France
- Jack Reynor, acteur  Irlande

Palmarès
- Flèche de Cristal[7],[8] : The Fool de Youri Bykov ( Russie)
- Grand Prix du Jury : These are the rules de Ognjen Sviličić ( Croatie)
  - Mention spéciale : Labyrinthe du Silence de Giulio Ricciarelli ( Allemagne)
- Prix d'Interprétation masculine : Peter Ferdinando dans Hyena de Gerard Johnson ( Royaume-Uni)
- Prix d'Interprétation féminine : Bianca Kronlöf dans Underdog de Ronnie Sandhal ( Suède)
- Prix du Jury Jeune : The Fool de Youri Bykov ( Russie)
- Prix de la meilleure musique : Stephen Rennicks pour Frank de Lenny Abrahamson ( Irlande)
- Prix de la meilleure photographie : Kirill Klepalov pour The Fool de Youri Bykov ( Russie)
- Prix du Public : Labyrinthe du Silence de Giulio Ricciarelli ( Allemagne)
- Prix de la Presse : Fidelio, l'odyssée d'Alice de Lucie Borleteau ( France)
- Prix Cineuropa : Waste Land de Pieter Van Hees ( Belgique)
- Prix du Meilleur court-métrage : Welkom de Pablo Munoz Gomez ( Belgique)
- Prix du Work in Progress : Pioneer Heroes de Natalia Kudryashova ( Russie)
- Prix Arte - Village des Coproductions : The Voice de György Pálfi ( Hongrie)

### Édition 2013
Jury longs métrages
- Nicole Garcia (présidente du jury), réalisatrice, scénariste et actrice  France
- Anna Mouglalis, actrice  France
- Anaïs Demoustier, actrice  France
- Jonathan Coe, auteur  Royaume-Uni
- Cedomir Kolar, producteur
- Larry Smith, chef opérateur
- Éric Neveux, compositeur  France

Palmarès
- Flèche de Cristal : Ida de Pawel Pawlikowski ( Pologne)
- Prix du Jury : Of Horses and Men de Benedikt Erlingsson ( Islande)
  - Mention spéciale à I am yours d'Iram Haq ( Norvège)
- Prix du Jury Jeune : Le grand cahier de Janos Szasz ( Hongrie)
- Prix d'interprétation masculine : Jack O'Connell pour Les Poings contre les murs (Starred Up) de David Mackenzie ( Angleterre)
- Prix d'interprétation féminine : Agata Kulesza et Agata Trzebuchowska pour Ida de Pawel Pawlikowski ( Pologne)
- Prix de la meilleure photographie : Pau Esteve Birba pour Canibal de Manuel Martin Cuenca ( Espagne)
- Prix Cineuropa : Class Enemy de Rok Bicek ( Slovénie)
- Prix du public : Les Poings contre les murs (Starred Up) de David Mackenzie ( Angleterre)
- Prix Sacem de la meilleure musique : David Thor Jonsson pour Des chevaux et des hommes (Hross í oss) de Benedikt Erlingsson ( Islande)
- Prix de la Presse : We Are the Best!, de Lukas Moodysson ( Suède)
  - Mention spéciale à Les Poings contre les murs (Starred Up) de David Mackenzie ( Angleterre)
- Prix Femme de Cinéma : Jasmila Žbanić, réalisatrice bosniaque sélectionnée en compétition pour For Those Who Can Tell No Tales ( Bosnie-Herzégovine)

### Édition 2012
Jury longs métrages
- Cristian Mungiu (président du jury), réalisateur et scénariste  Roumanie
- Marie Gillain, actrice  Belgique
- Klaus Badelt, compositeur  Allemagne
- Héléna Noguerra, actrice et chanteuse  Belgique
- Gilles Porte, réalisateur  France
- Michel Quint, écrivain  France

Palmarès
- Flèche de Cristal : Hijacking de Tobias Lindholm ( Danemark)
- Prix du Jury : Blancanieves de Pablo Berger ( Espagne)
- Prix du Jury Jeune : Blancanieves de Pablo Berger ( Espagne)
- Prix d'interprétation masculine : Søren Malling dans Hijacking de Tobias Lindholm ( Danemark)
- Prix d'interprétation féminine : Aurélia Poirier pour La Cinquième Saison de Jessica Woodorth et Peter Brosens ( Belgique)
- Prix de la meilleure photographie : La Cinquième Saison de Jessica Woodworth et Peter Brosens ( Belgique)
- Prix Cineuropa : La Cinquième Saison de Jessica Woodworth et Peter Brosens ( Belgique)
- Prix du public : La partition inachevée de Goran Paskaljevic ( Serbie /  Croatie)
- Prix Sacem de la meilleure musique : Alfonso Villalonge pour Blancanieves de Pablo Berger ( Espagne)

### Édition 2011
Jury longs métrages
- Michele Placido (président du jury), acteur, réalisateur et scénariste  Italie
- Tonino Benacquista, écrivain et scénariste  France
- Joséphine de La Baume, actrice, mannequin et chanteuse  France
- André Manoukian, pianiste et personnalité médiatique  France
- Olivia Bonamy, actrice  France

Palmarès
- Flèche de Cristal : Portrait au crépuscule d'Angelina Nikonova ( Russie)
- Prix du Jury : Gypsy de Martin Sulik ( Slovaquie)
- Prix du Jury Jeune : Death of a superhero de Ian Fitzgibbon ( Irlande)
  - Mention spéciale pour Terraferma de Emmanuele Crialese ( Italie)
- Prix d'interprétation masculine : Matthias Schoenaerts pour Bullhead de Michaël R. Roskam ( Belgique)
- Prix d'interprétation féminine : Emma Lurie pour Lena de Christophe Van Rompaey ( Belgique /  Pays-Bas)
- Prix de la meilleure photographie : Drieleben, one minute of Darkness de Christoph Hochhäusler ( Allemagne)
- Prix Cineuropa : Extraterrestre de Nacho Vigalondo ( Espagne)
- Prix du public : Death of superhero de Ian Fitzgibbon ( Irlande)
- Prix Sacem de la meilleure musique : Sons of Norway de Jens Lien ( Norvège)

### Édition 2010
Jury longs métrages
- Thomas Vinterberg (président du jury), réalisateur et scénariste  Danemark
- Connie Nielsen, actrice  Danemark
- Philippe Djian, romancier  France
- Déborah François, actrice  Belgique
- Zbigniew Preisner, compositeur  Pologne
- Jonathan Zaccaï, acteur  Belgique

Palmarès
- Flèche de Cristal : Un chic type de Hans Peter Molland ( Norvège)
- Prix du Jury : L'Affrontement de Alekseï Outchitel ( Russie)
- Prix du Jury Jeune : Même la pluie de Iciar Bollain ( Espagne)
  - Mention spéciale pour Oxygen de Hans Van Nuffel ( Belgique)
- Prix d'interprétation masculine : Juan Carlos Aduviri pour Même la pluie de Iciar Bollain ( Espagne)
- Prix d’interprétation féminine : Jasna Djuricic pour White White World de Oleg Novkovic ( Serbie)
- Prix de la meilleure photographie : Neds de Peter Mullan ( Royaume-Uni)
- Prix Cineuropa : Chico et Rita de Fernando Trueba et Javier Mariscal ( Espagne /  Royaume-Uni)
- Prix du public : Même la pluie de Iciar Bollain ( Espagne)

### Édition 2009
Jury longs métrages
- Istvan Szabo (président du jury), réalisateur  Hongrie
- Marianne Denicourt, actrice et réalisatrice  France
- Cristina Piccino, journaliste  Italie
- Jocelyn Quivrin, acteur  France
- Aurélien Recoing, acteur et metteur en scène  France
- Malik Zidi, acteur  France

Palmarès
- Flèche de Cristal : London Nights (Unmade Beds) de Alexis Dos Santos ( Royaume-Uni)
- Prix du Jury : Honeymoons de Goran Paskalevic ( Serbie /  Albanie)
- Prix spécial du Jury : Piggies de Robert Gliński ( Pologne)
- Prix du Public : Cellule 211 de Daniel Monzon ( France /  Espagne)
- Prix d’interprétation masculine : Anton Chaguine pour Hipsters - Les Zazous de Valeri Todorovski ( Russie)
- Prix d’interprétation féminine : Nina Ivanisin pour Slovenka (Slovenian girl) de Damjan Kozole ( Slovénie)